# Jacob Mendy
Jacob Mendy (Faji Kunda, 27 dicembre 1996) è un calciatore gambiano con cittadinanza spagnola, difensore o centrocampista del Wrexham.

## Carriera

### Club
Inizia la carriera trascorrendo la stagione 2015-2016 al Puerta Bonita, con cui ha giocato una partita nella quarta divisione spagnola; ha poi giocato nelle serie minori inglesi, fino ad arrivare in quinta divisione al Wealdstone (conquistando una promozione dalla sesta divisione) nel 2020; gioca poi in questa categoria anche con il Boreham Wood e con il Wrexham, con cui vince il campionato esordendo l'anno seguente in quarta divisione. Tra il 2023 ed il 2025 conquista altre due promozioni consecutive con i Red Dragons, con i quali nella stagione 2025-2026 arriva quindi a giocare in seconda divisione.

### Nazionale
Nel 2023 ha ricevuto la prima convocazione con la nazionale gambiana, con cui ha esordito il 20 novembre, nella partita di qualificazione al Mondiale 2026 persa per 0-2 contro la Costa d'Avorio.

## Statistiche

### Cronologia presenze e reti in nazionale
| Cronologia completa delle presenze e delle reti in nazionale ― Gambia | Cronologia completa delle presenze e delle reti in nazionale ― Gambia | Cronologia completa delle presenze e delle reti in nazionale ― Gambia | Cronologia completa delle presenze e delle reti in nazionale ― Gambia | Cronologia completa delle presenze e delle reti in nazionale ― Gambia | Cronologia completa delle presenze e delle reti in nazionale ― Gambia | Cronologia completa delle presenze e delle reti in nazionale ― Gambia | Cronologia completa delle presenze e delle reti in nazionale ― Gambia |
| Data                                                                  | Città                                                                 | In casa                                                               | Risultato                                                             | Ospiti                                                                | Competizione                                                          | Reti                                                                  | Note                                                                  |
| --------------------------------------------------------------------- | --------------------------------------------------------------------- | --------------------------------------------------------------------- | --------------------------------------------------------------------- | --------------------------------------------------------------------- | --------------------------------------------------------------------- | --------------------------------------------------------------------- | --------------------------------------------------------------------- |
| 20-11-2023                                                            | Dar-es-Salaam                                                         | Gambia                                                                | 0 – 2                                                                 | Costa d'Avorio                                                        | Qual. Mondiali 2026                                                   | -                                                                     | 90+2’                                                                 |
| 19-1-2024                                                             | Yamoussoukro                                                          | Guinea                                                                | 1 – 0                                                                 | Gambia                                                                | Coppa d'Africa 2023 - 1º turno                                        | -                                                                     |                                                                       |
| 23-1-2024                                                             | Bouaké                                                                | Gambia                                                                | 2 – 3                                                                 | Camerun                                                               | Coppa d'Africa 2023 - 1º turno                                        | -                                                                     |                                                                       |
| Totale                                                                |                                                                       | Presenze                                                              | 3                                                                     |                                                                       | Reti                                                                  | 0                                                                     |                                                                       |

## Palmarès

### Club

#### Competizioni nazionali
- National League: 1

Wrexham: 2022-2023
- National League South: 1

Wealdstone: 2019-2020